# 宝井プロジェクト
有限会社宝井プロジェクト（たからいプロジェクト）は、東京都新宿区に本社を置く芸能事務所。1992年（平成4年）5月14日設立。旧社名は宝井商店。日本芸能マネージメント事業者協会会員。

## 概要
映画・演劇・TV・CMの出演者派遣をおこなう。
伊藤幸純、原田文明、兎本有紀、しのへけい子、松本海希、松山尚子、上村愛香などの有名人も輩出している。
公式ホームページでは、所属タレント一人ひとりのプロフィールに写真や紹介文があるのが特徴である。

## 所属タレント

### 所属タレント（男性）
あ行
- 足立学
- あづみ昌宏
- 石岡一輝
- 石黒久也
- 市川兵衛
- 市毛達也
- 井上浩
- 岩鬼安武
- 岩田丸
- 大賀太郎
- 岡崎宏
- オバタアキラ

か行
- 勝光徳
- 加原コウタ
- 菊地康二
- 桐山浩一
- 黒部弘康
- 小路さとし
- 児玉頼信
- 後藤やすお
- 小林賢二

さ行
- 魁三太郎
- 佐藤太三夫
- 清水良憲
- 下込佳介

た行
- 高橋弘幸
- 高見周市
- 谷藤太
- 辻つとむ
- 土田卓
- 照屋実
- 当来庵

な行
- 永井博章
- 中神一保
- 中川素州
- 中村哲也
- 長弥想士
- 南雲佑介
- 根本明宏

は行
- 蜂谷英昭
- 浜田道彦
- 林いえきち
- 原田文明
- 春延朋也
- ハント敬士
- 藤岡大樹
- 藤田昌宏
- 古川がん
- 古荘トモノブ
- 邉拓耶
- 堀口敬巧

ま行
- 増﨑悠起
- 町田政則
- 松原政義
- 丸山翔
- 水戸ひねき
- 恵有一
- 望月悠兎

や行
- 山科ノロ
- 山本直輝
- 四家秀治

ら行
- 鹿出しゅんのすけ

### 所属タレント（女性）
あ行
- 青山真利子
- 亜坂たかみ
- 浅野文代
- 伊藤あさみ
- 伊藤佳寿子
- 伊藤麻衣
- 兎本有紀
- 音羽美花
- 小野由香

か行
- 柿崎玲奈
- 春日奈々子
- 上村愛香
- 川島美衣
- 菅野結花
- 菊地もなみ
- 清原愛
- 草野和恵
- 工藤時子
- 倉多七与
- 国生理央奈
- こまつまこ
- 小柳ふよう

さ行
- さいとう芽美
- 佐藤智美
- 澤井孝子
- 篠田悦子
- しのへけい子
- 清水なな
- 城山トモキ
- 新野アコヤ

た行
- 瀧本珠貴
- つじちはる
- 恒松千穂
- 富田エル

な行
- 仲野元子
- 奈良井志摩
- 西村いづみ
- 野口雅

は行
- 濱口みほり
- 日野原希美

ま行
- 松田陽子
- 松本じゅん
- 松山尚子
- 南風佳子
- 三村伸子
- 森井陽子
- 森澤早苗

や行
- 薬師寺種子
- 八角麗子
- 山本珠乃
- 吉田幸矢
- よしのよしこ

ら行
- 凜

## 過去に所属していたタレント
※×は故人。

### 過去に所属していたタレント（男性）
あ行
- 青木崚
- 朝倉丈雄
- 飛鳥幸一
- 鮎河圭吾
- 荒川仁彦
- 安藤整治
- 飯塚駿
- 石原佑紀
- 伊勢田隆弘
- 井田友和
- 伊藤幸純
- 稲次将人
- 今井耐介 ×
- 上野太
- 上原賢一朗
- 植松洋
- 梅崎和宗
- 大久保英一
- 大山法哲
- 尾前なおと

か行
- 片桐俊次
- 鎌田直
- 家紋健太朗
- 唐沢民賢
- 工藤貴史
- 窪園純一
- 栗原一
- 小西雄
- 北見誠
- 北村隆幸
- 小寺徹
- 小西剛
- 小西裕
- 小濱晋
- 小林秀美

さ行
- 坂本卓也
- 笹和貴
- 佐藤けんた
- サトーヒデキ
- 新城彰
- 新冨重夫
- 鈴木歩己
- 曽田邦之

た行
- 武川修三
- 竹下浩史
- 橘家二三蔵
- 立石亮
- 田中秀実
- 高橋伸顕
- 田村三郎
- 土田アシモ
- 辻谷嘉真
- 鶴田東
- 問田憲輔
- 豊田高史

な行
- 永井慎一
- 中城佑紀
- 新田翔次郎

は行
- 浜近高徳
- 樋上真郁
- 広田正光 ×
- 福田裕也
- 藤岡太郎 ×
- 藤本泰祐
- 布施匡詞
- 本多隆二

ま行
- 松元ヒロ
- 松本匡視
- 丸山雄也
- 三上哲
- 三宅正信
- 森富士夫
- 守田達也

や行
- 谷津勲 ×
- 山浦栄
- 山本光洋
- 吉見純麿

わ行
- 若林幸樹
- 渡会良

### 過去に所属していたタレント（女性）
あ行
- 青山恭子
- 鮎川千夏
- 荒井眞理子
- 池谷美加
- 和泉今日子
- 遠藤瞳
- 及川莉乃
- 大山うさぎ
- 沖直実
- おにづかもも
- 小貫加恵

か行
- 香川のの
- 片山美穂
- 加取かなみ
- 金子祐子
- 金子凜子
- 樺木野真澄
- かめ
- 川口節子 ×
- 高絵鯉香
- 小峰悠子

さ行
- 齋藤かおり
- 坂本裕子
- 佐久間まち子
- 桜井ひとみ
- 桜木裕子
- 笹山ゆき乃
- 佐野珠美
- 静恵子
- 四方美古都
- 柴田清花
- 島ひろ子
- 清水佑香子
- 下間志都香
- 杉仲彩
- 杉山紫乃
- 鈴木里咲
- 銭元玉香
- 外園まゆみ

た行
- 高根未華
- 田口志保
- 武田まる実
- 武田留美子
- 塚越美奈
- 手塚桃子
- 照井尚子
- 遠山美枝
- 富樫愛

な行
- 中野優香
- 永海りさ
- 中森由起子
- 中山恭子
- なしお成
- 成田奈央
- 南條瑞江 ×
- 西美子
- 野村絵里利

は行
- 萩原利映
- 橋本佳代
- 橋本もぐら
- 橋本梨乃
- 長谷川智子
- 花原照子
- 早川亜友子
- 早坂音々
- 林宏美
- 林美輪子
- 原千奈津
- ひろあかね
- 紘美雪
- 藤村絵梨
- 洪明花

ま行
- 牧野希世
- 増田あゆみ
- 松波凜
- 松本眞佳
- 三田恵子
- 三村順子
- 宮本千奈津
- 森みつえ
- 森崎よしえ
- 森見春菜

や行
- 安田洋子
- YUKIKO/

わ行
- 藁科みき